# 大本營 (大日本帝國)

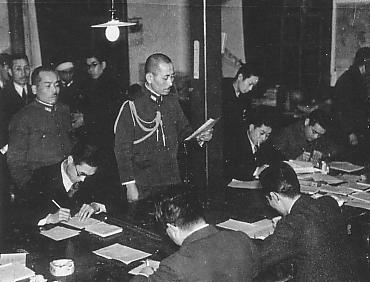
大本营發表（陆军），1942年1月3日

大本营（〔〕／ Daihonei）是甲午战争到太平洋战争期间大日本帝国陆海军的最高统帅机关，能够以大本营命令（大本营陆军部命令或大本营海军部命令）形式发布天皇敕命，是直属于天皇的最高司令部。
甲午战争和日俄战争期间都临时设置了大本营，战争结束后即告解散。中国抗日战争爆发后设置的大本营一直存在到太平洋战争结束，同盟国称其为“帝国总司令部”（英語：Imperial General Headquarters）。
大本营也进行关于战果的宣传。太平洋战争末期，日本败势尽显，但大本营發表中仍然充斥着显示战况对日本有利的虚假信息。后来，“大本營發表”这个词语就用来揶揄掌权者为了自身利益而篡改訊息、发布虚伪訊息的情况。

## 沿革
1893年（明治26年）5月19日，明治天皇颁布了《战时大本营条例》（敕令第52号）；甲午战争爆发后的1894年6月5日，正式设置了大本营。根据1893年制定的《海军军令部条例》（敕令第37号），陆海军的军令部门在和平时期是对等的。而战时大本营条例规定，战时海军军令属于作为幕僚长的陆军参谋总长。同年9月15日，天皇和大本营都移到广岛，称为「广岛大本营」。1896年4月1日，大本营奉诏解散。
1903年，《战时大本营条例》做了修改（敕令第293号）：在战争时期，海军军令部长和陆军的参谋总长都被视为幕僚长，陆海军的军令部门在战时也保持对等地位。日俄战争期间，大本营设置于1904年2月11日，解散于1905年12月20日。
中国抗日战争爆发初期，由于两国都没有正式向对方宣战，於是在1937年（昭和12年）11月18日，根据敕令第658号废止大本营只能在战时设置的规定，另頒大本营令（昭和12年军令第1号）规定大本营在发生事变时也可以设置。11月20日，隨即依新令设置了大本营，这次设置的大本营一直存在到太平洋战争结束后的1945年9月13日。太平洋战争末期，曾经计划将大本营转移到长野市松代町的地下掩体中，称为「松代大本营」；但工作尚未完成，战争就结束了。

## 组织机构

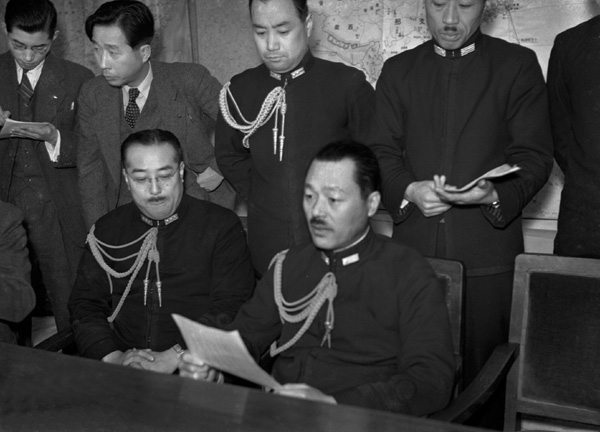
大本营發表（海军），1941年12月8日

大本营下辖的机构大部分是参谋本部（陸）和军令部（海）的机构。大本营会议由天皇、参谋总长和次长、军令部总长和次长、参谋本部第1部长（负责作战事务）和作战课长、军令部第1部长和作战课长组成；陆军大臣和海军大臣列席会议，但没有发言权。大本营中不包含内阁总理大臣、外务大臣等政府文官（小矶内阁时期，首相曾例外地成为大本营的成员）。大本营政府联络会议负责在大本营和政府之间协调。

### 陆军部
- 陆军参谋部
  - 总务课（人事、文书事务）
  - 第1部
    - 第1课（教育事务，课长由教育总监部第2课长兼任）
    - 第2课（作战、防卫、兵站事务）

  - 第2部
    - 第4课（1945年4月30日废除，其业务由第12课继承)
    - 第5课（苏联情报）
    - 第6课（欧美情报）
    - 第7课（中国情报）

  - 第3部
    - 第10课（运输事务）
    - 第11课（通信事务）

  - 第4部（1945年4月30日起，部长由陆军省军务局长兼任）
    - 第3课（编成、动员事务，1945年4月30日起课长由陆军省军务局军事课长兼任）
    - 第12课（战争指导：课长由陆军省军务局军务课长兼任）

  - 军政课（第14课，1943年2月13日废除）
  - 德意课（第16课，1943年10月15日废除）
- 中央特种情报部
- 陆军副官部（部长由参谋本部总务课长兼任）
- 兵站（後勤）总监部
  - 总监（由参谋次长兼任。1945年5月16日起由陆军次官兼任）
  - 参谋长（由参谋本部第1部长兼任）
  - 运输通信长官部 （长官为参谋本部第3部长）
    - 野战高等电信部
    - 野战高等邮便部

  - 野战兵器长官部（部长1937年11月-1943年10月由陆军省兵器局长兼任，之后由陆军兵器行政本部总务部长兼任）
  - 野战航空兵器长官部（部长由航空本部第2部长兼任）
  - 航空通信保安长官部
  - 野战经理长官部（长官为陆军省经理局长）
  - 野战卫生长官部（长官为陆军省医务局长）
- 陆军报道部（1945年6月2日与大本营报道部整合）
- 陆军管理部（部长为参谋本部总务课长）

### 海军部
- 海军参谋部
  - 第1部（作战、战争指导、国防方针、演习事务）
    - 第1课（作战事务）

  - 第2部（军备计划、兵器整备、运输、补给事务）
  - 第3部（情报事务）
  - 第4部（通信、密码事务）
- 海军副官部
- 海军通信部
- 海军战备考査部
- 海军战力补给部（1944年5月20日设置）
- 海军总合部（1945年5月27日设置）
- 海军战备部（1945年5月27日设置）
- 海军战力练成部（1945年5月27日设置）
- 海军报道部（1945年6月2日与大本营报道部整合）

### 引用
1. ↑  辻泰明，NHK取材班，幻の大戦果・大本営発表の真相，日本放送出版協会、2002年，ISBN 4-14-080729-6
2. ↑  戰時大本營條例_(明治二十六年勅令第五十二号)戰時大本營條例 (明治二十六年勅令第五十二号) （页面存档备份，存于）
3. ↑  .   [2010-09-11]. （原始内容存档于2010-07-10）.
4. ↑  戰時大本營條例改正ノ件 戰時大本營條例改正ノ件 （页面存档备份，存于）
5. ↑  郭汝瑰，黄玉章，中国抗日战争正面战场作战记，江苏人民出版社，2002. ISBN 9787214030344.
6. ↑  西条地区を考える会，松代でなにがあったか！　大本営建設、西条地区住民の証言，竜鳳書房，2006年1月ISBN 978-4947697295

### 书籍
- Bix, Herbert B. . Harper Perennial. 2001. ISBN 0-06-093130-2.
- Jansen, Marius B. . Belknap Press. 2000. ISBN 0674009916.
- Keane, Donald. . Columbia University Press. 2005. ISBN 0-231-12341-8.
- 《新編日本史辞典》，京大日本史辞典編纂会，東京創元社，1994.С.617—618.